# Architecture médiévale en Suisse
L'architecture médiévale en Suisse désigne les constructions religieuses, civiles et militaires de la période médiévale situées sur le territoire de la Suisse actuelle.

## Contexte
À la suite de l'abandon du limes par l'Empire romain en 260, les Alamans (païens) et Burgondes (déjà chrétiens) se partagent le territoire sauf le Tessin et la Rhétie qui restent sous influence romaine. Entre le VIe siècle et le VIIe siècle, le territoire suisse passe en main des Francs qui développent le christianisme.
Les Burgondes construisent les palais et les églises en pierre alors que les maisons d'habitation étaient en bois. Les Alamans, quant à eux, s'installent dans des maisons en bois dans des villages ou fermes isolées en évitant les villes romaines et chrétiennes. Avec les Carolingiens, au VIIIe siècle, apparaissent les premiers châteaux et palais.
À partir de 1033 et le rattachement du royaume de Bourgogne, la totalité du territoire suisse fait partie du Saint-Empire romain germanique où l'ordre hiérarchique repose sur un système féodal.

## Édifices religieux

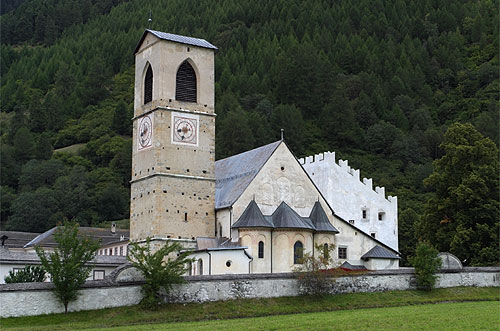
Couvent bénédictin de Saint-Jean-des-Sœurs.

La stabilité apportée par les Francs permet d'étendre la christianisation aux campagnes. Les limites entre les diocèses sont progressivement fixées permettant la construction des premiers édifices chrétiens sur le territoire de la Suisse à Genève (en l'an 350 environ), à Octodurus (en l'an 381).
Les premiers monastères sont l'abbaye territoriale de Saint-Maurice d'Agaune (fondée en 515) et le couvent de Saint-Gall (613) où, à l'époque de Gall, les maisons des moines se groupaient alors en désordre autour de l'église. On trouve ensuite l'abbaye de Moutier-Grandval (640) et l'Abbaye d'Einsiedeln (934). Avec la période carolingienne les édifices sont monumentaux. Le couvent bénédictin de Saint-Jean-des-Sœurs (780), la cathédrale de Bâle (entre 805 et 823) avec ses deux tours, l'Abbaye de Saint-Gall avec sa bibliothèque (820 – 830).
L'architecture romane est présente en Suisse occidentale et en Valais avec, notamment, l'Abbatiale de Romainmôtier, le monastère de Payerne (965). Les cisterciens construiront l'abbaye d'Hauterive (1138) et celle de Bonmont.
Avec l'architecture gothique les villes se dotent de cathédrales symboles de puissance, comme celles de Genève, Lausanne, Fribourg ou Berne.

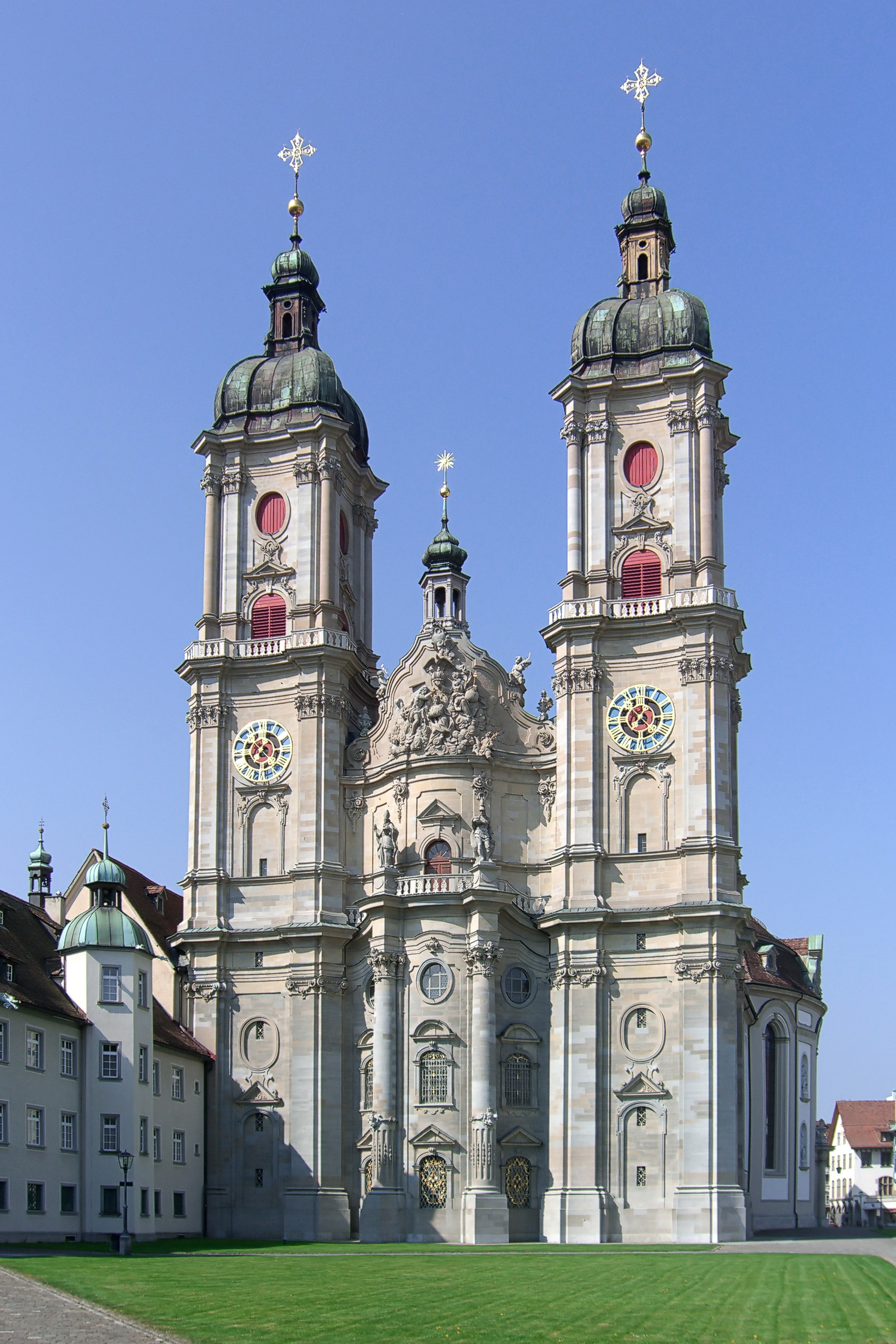
Abbaye de Saint-Gall
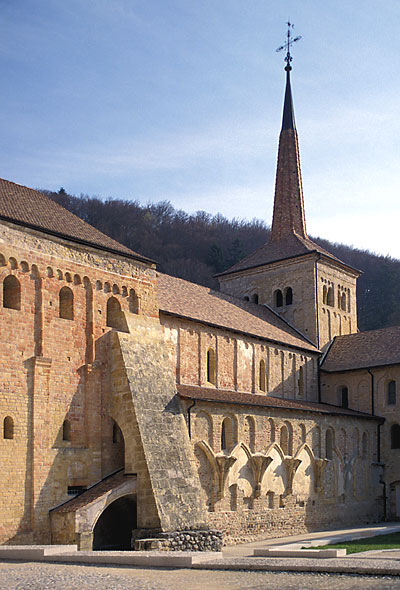
Abbatiale de Romainmôtier
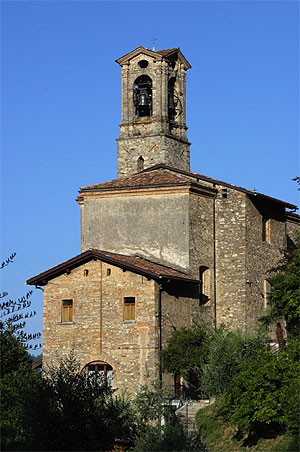
Église de San Giorgio (1616) à Castagnola (Lugano)
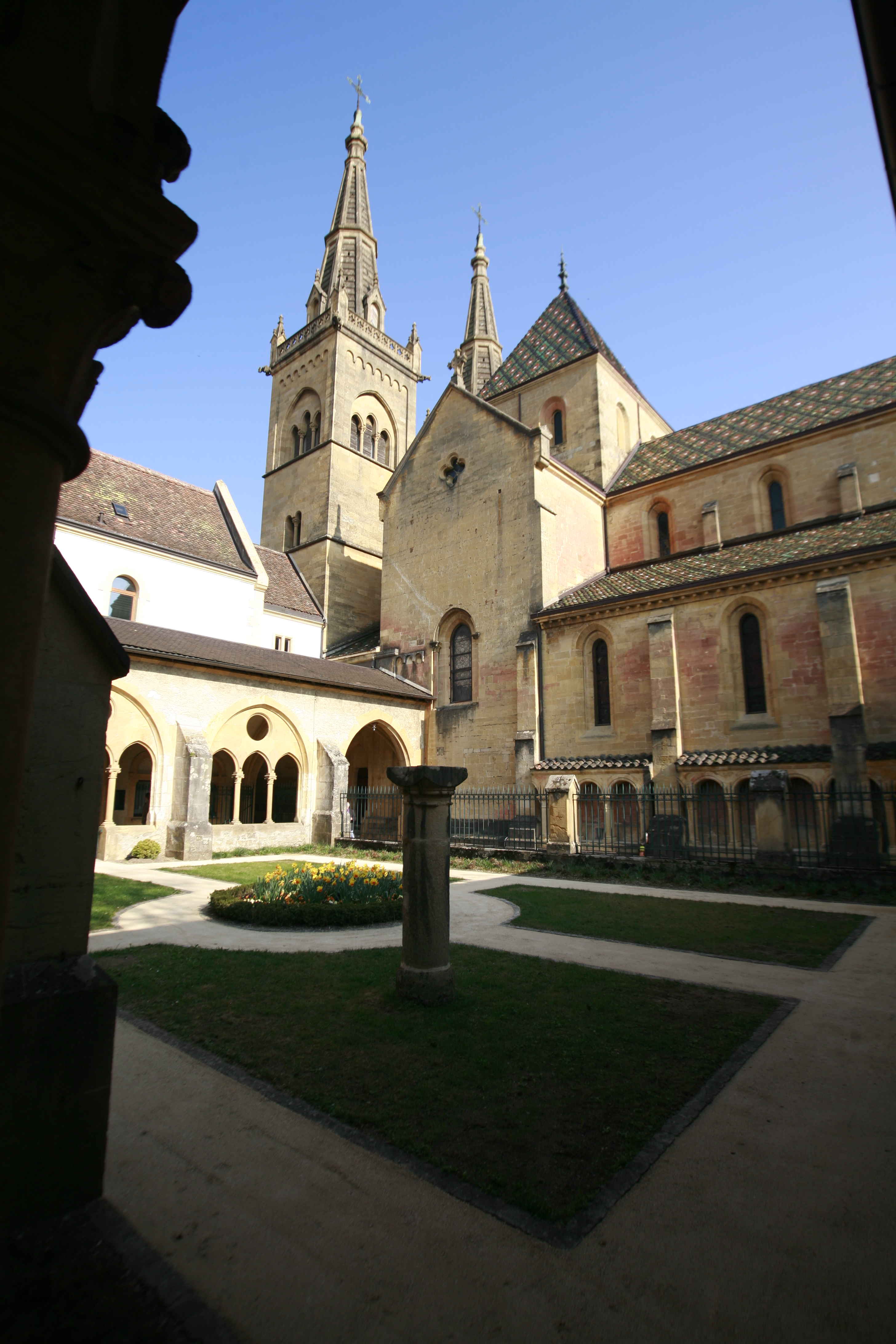
Collégiale de Neuchâtel
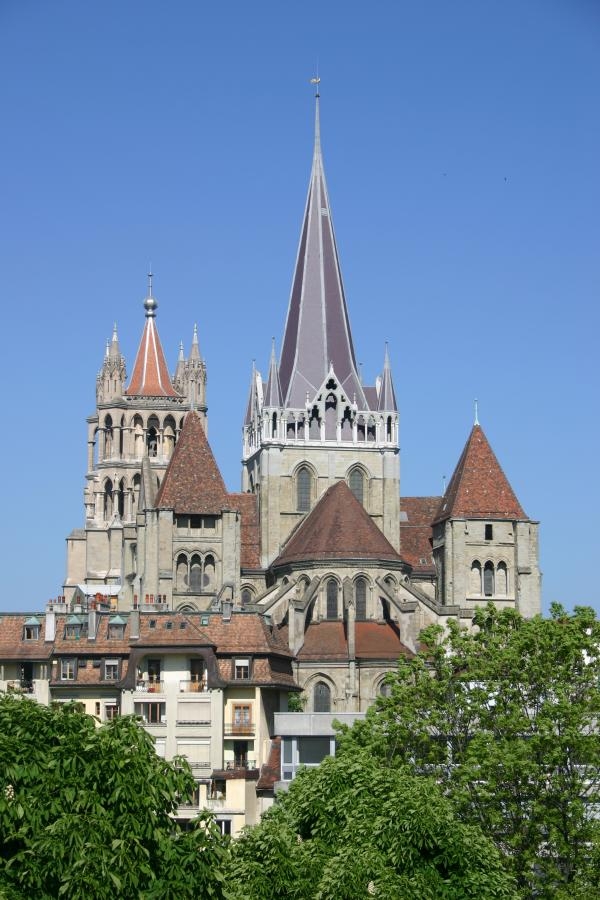
Cathédrale de Lausanne
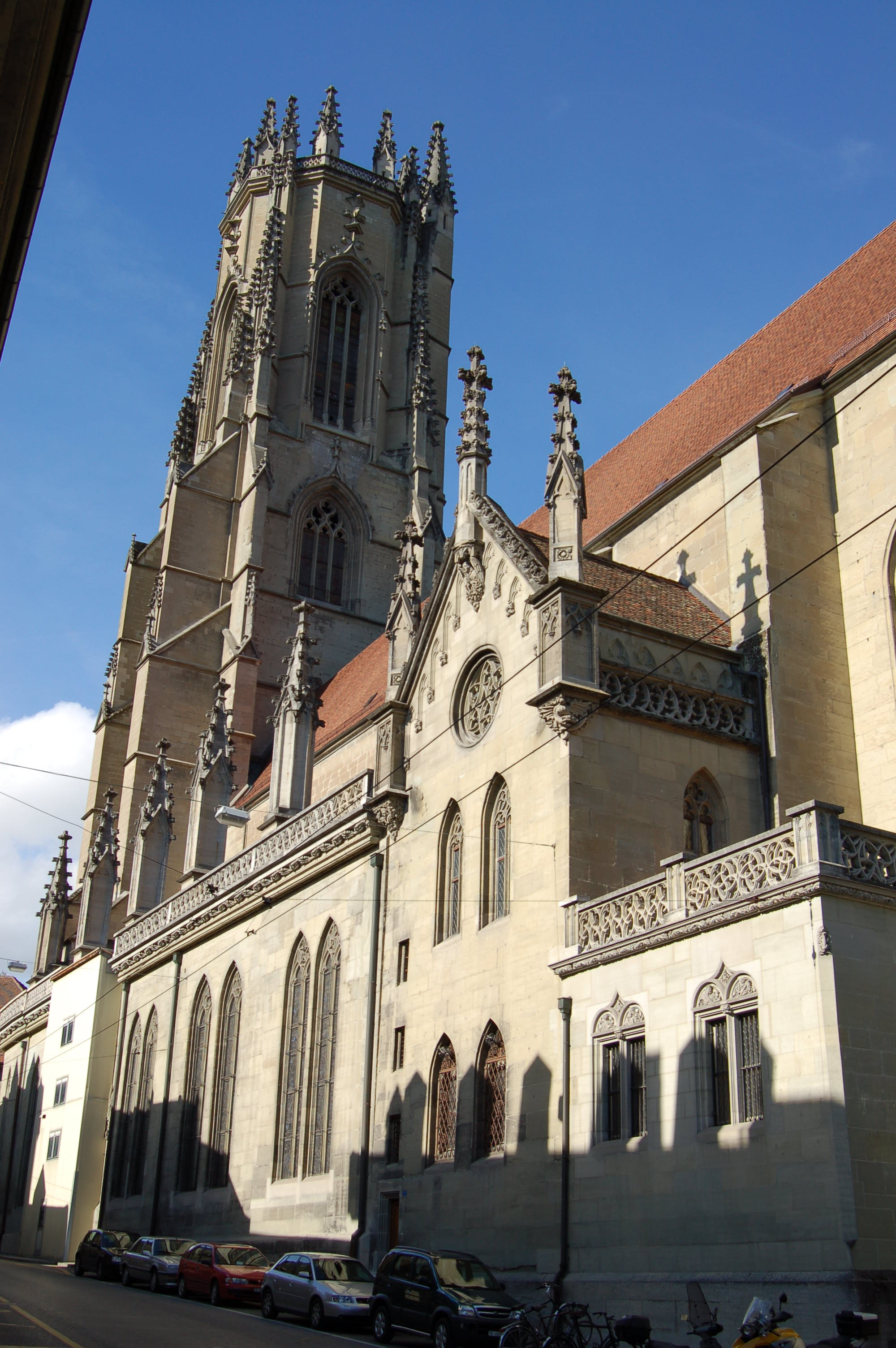
Cathédrale Saint-Nicolas de Fribourg
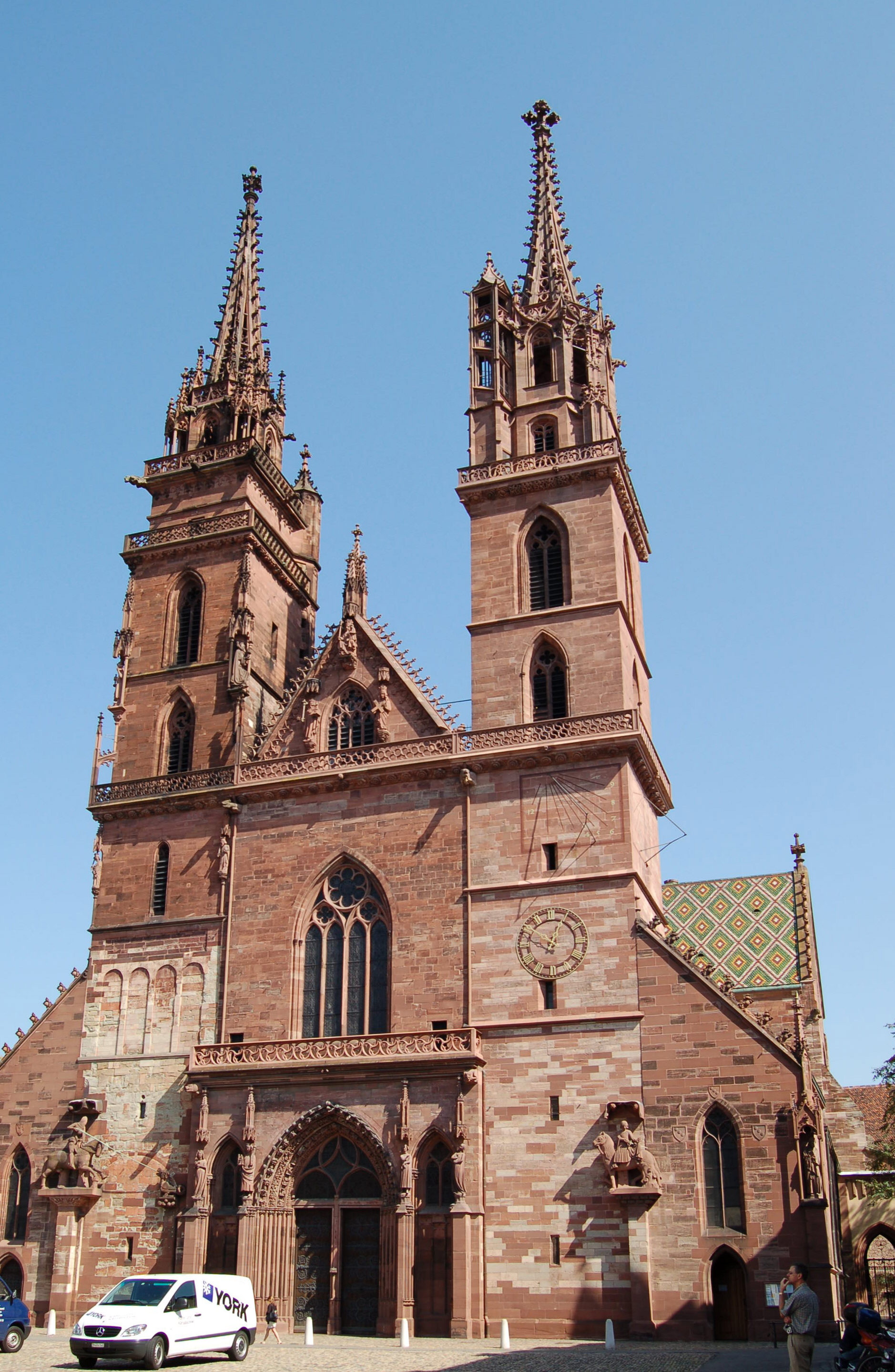
Cathédrale de Bâle

## Châteaux forts

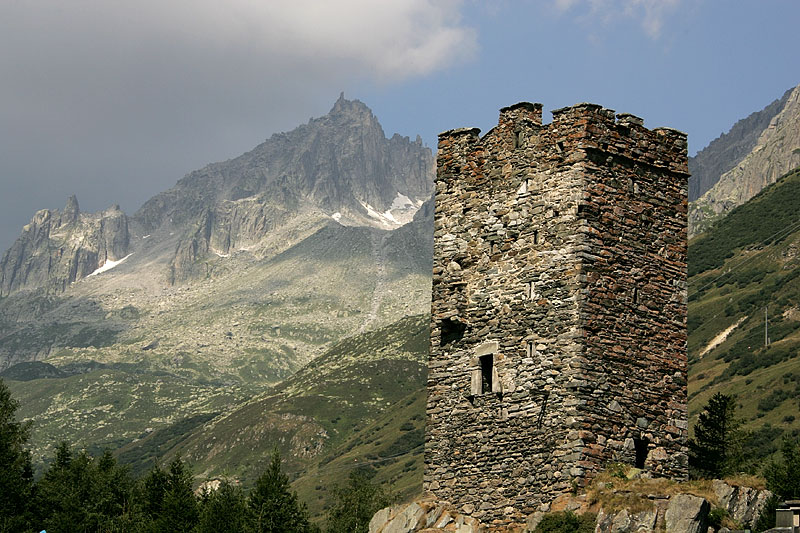
La tour d'habitation du Hospenthal

Les principales familles dynastiques sont les Lenzboug, les Kybourg, les  Zähringen, les Habsbourg, les Savoie, les comtes de Frohburg, de Neuchâtel, de Rapperswil, du Toggenbourg et de Werdenberg ainsi que les seigneurs de Sax. Les évêques et les supérieurs d'abbayes sont alors également de puissants suzerains.
Les familles assurent leur domination par les châteaux forts qui servent à la fois d'habitation et de moyen de défense. Leurs emplacements sont choisis selon des considérations de position stratégique ou de la possibilité de surveiller le paysage environnant. Cependant, on trouve des châteaux au bord des routes comme le château de Nidau, entourés d'eau comme le château de Chillon, sur une hauteur comme le château de Lenzbourg, dressés sur des promontoires rocheux comme le château de Mesocco, barrant une vallée, dissimulés dans une grotte (Balm, Vaz) ou taillés dans le roc.
La forme la plus simple du château est la tour d'habitation isolée comme au Hospental. De fait, ils sont souvent constitués d'une tour d'habitation autour de laquelle sont aménagées deux cours regroupant l'économat, les écuries et les étables. Seuls quelques grands châteaux possédaient un immeuble d'habitation avec salle et chapelle indépendante comme les châteaux de Berthoud, Chillon, Kybourg ou Mesocco.
La noblesse ne parvenant pas à s'imposer durablement, la plupart du millier de châteaux que comptait la Suisse datent du XIe siècle et de la première moitié du XIIe siècle.
À partir du XIVe siècle, le pouvoir passe progressivement des seigneurs féodaux aux villes. Les châteaux sont progressivement démantelés, certains sont rénovés et d'autres sont transformés. Des tours du château de Chillon sont surélevées après 1375, le château de Lucens est reconstruit en 1476, le château de Neuchâtel est agrandi dans un style baroque. À Bellinzone les fortifications de la ville sont renforcées par une muraille et une série de châteaux, les châteaux de Bellinzone, constitués entre les XIIIe et XVe siècles avec notamment le Castelgrande (Xe et XIe siècles) sont inscrits au patrimoine de l'humanité de l'UNESCO.
Les cantons suisses étendent leur souveraineté. Ils transforment les châteaux en bailliages : Trachserwald (1408), château de Thoune (1429), château d'Aigle (1475) par exemple.
Par ailleurs les anciens maîtres ayant conservé leurs droits transforment également leurs châteaux, comme celui de Frauenfeld.

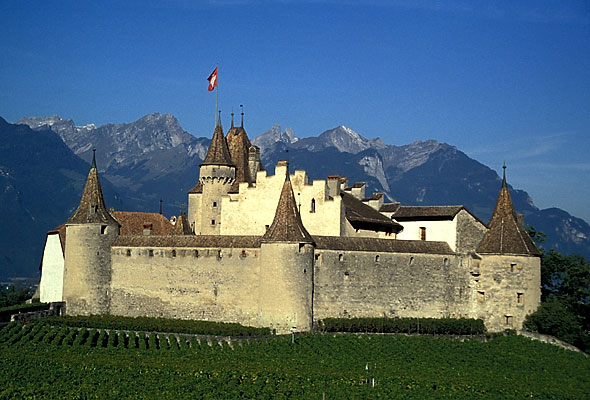
Château d'Aigle
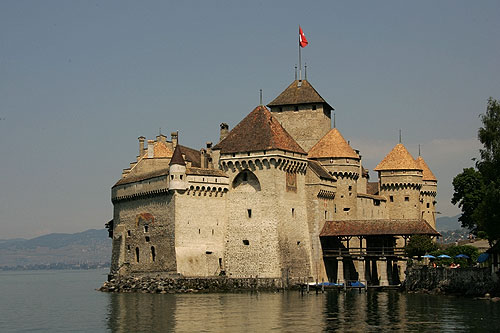
Château de Chillon
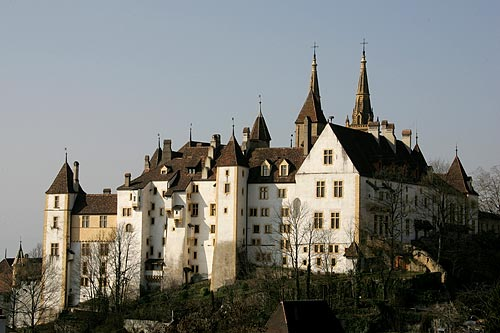
Château de Neuchâtel
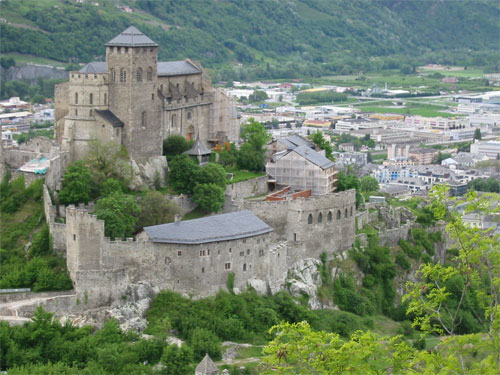
Basilique de Valère
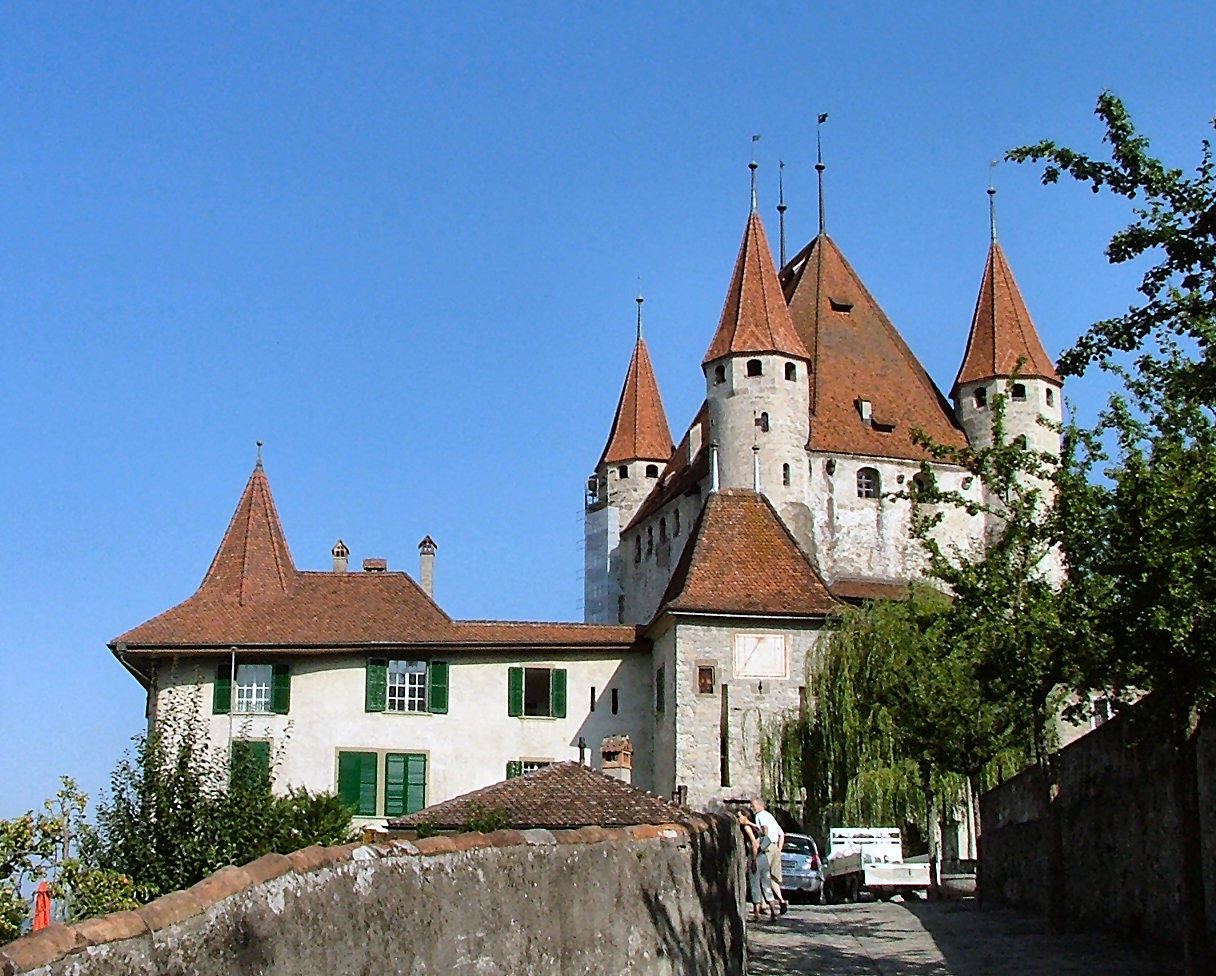
Château de Thoune
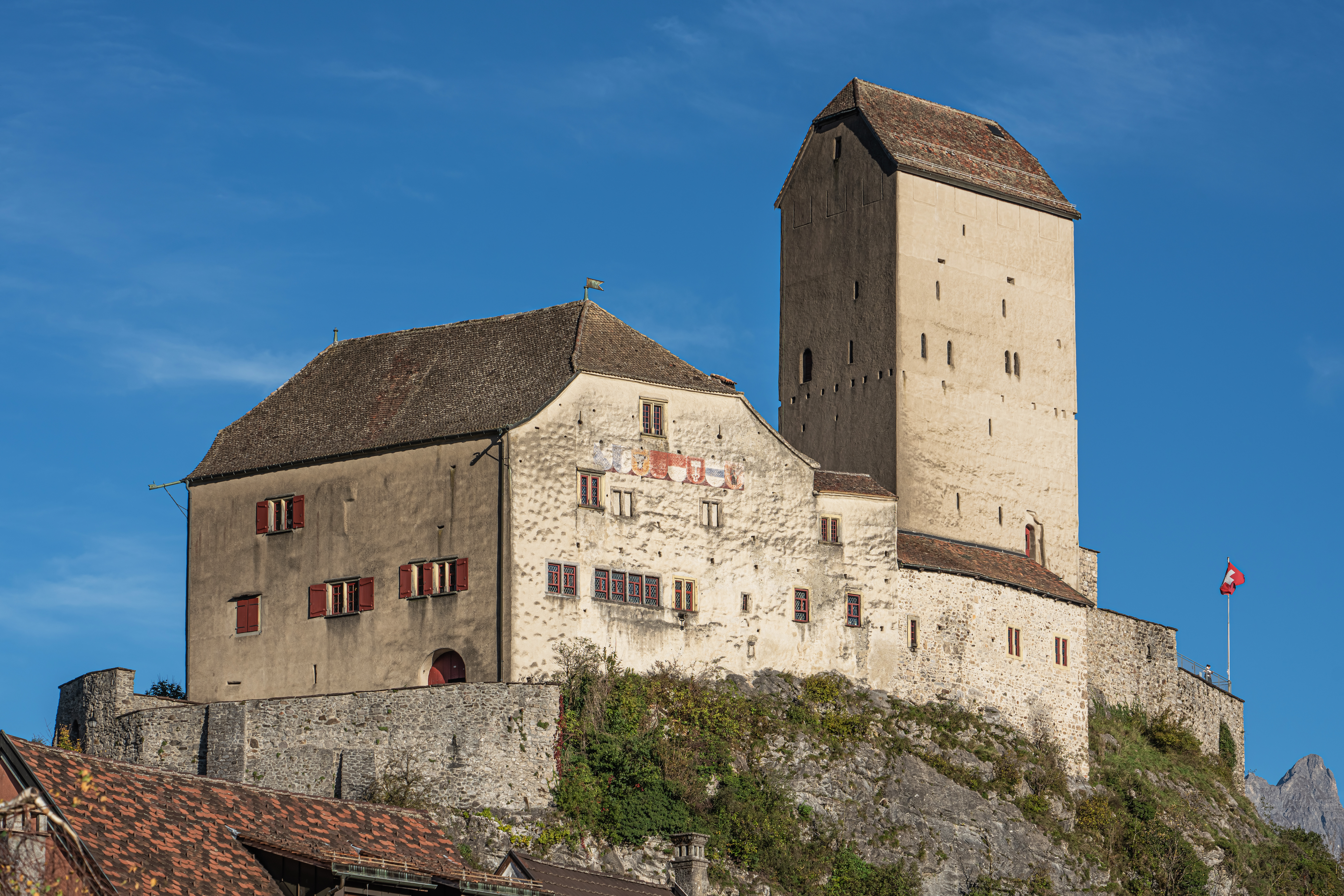
Château de Sargans
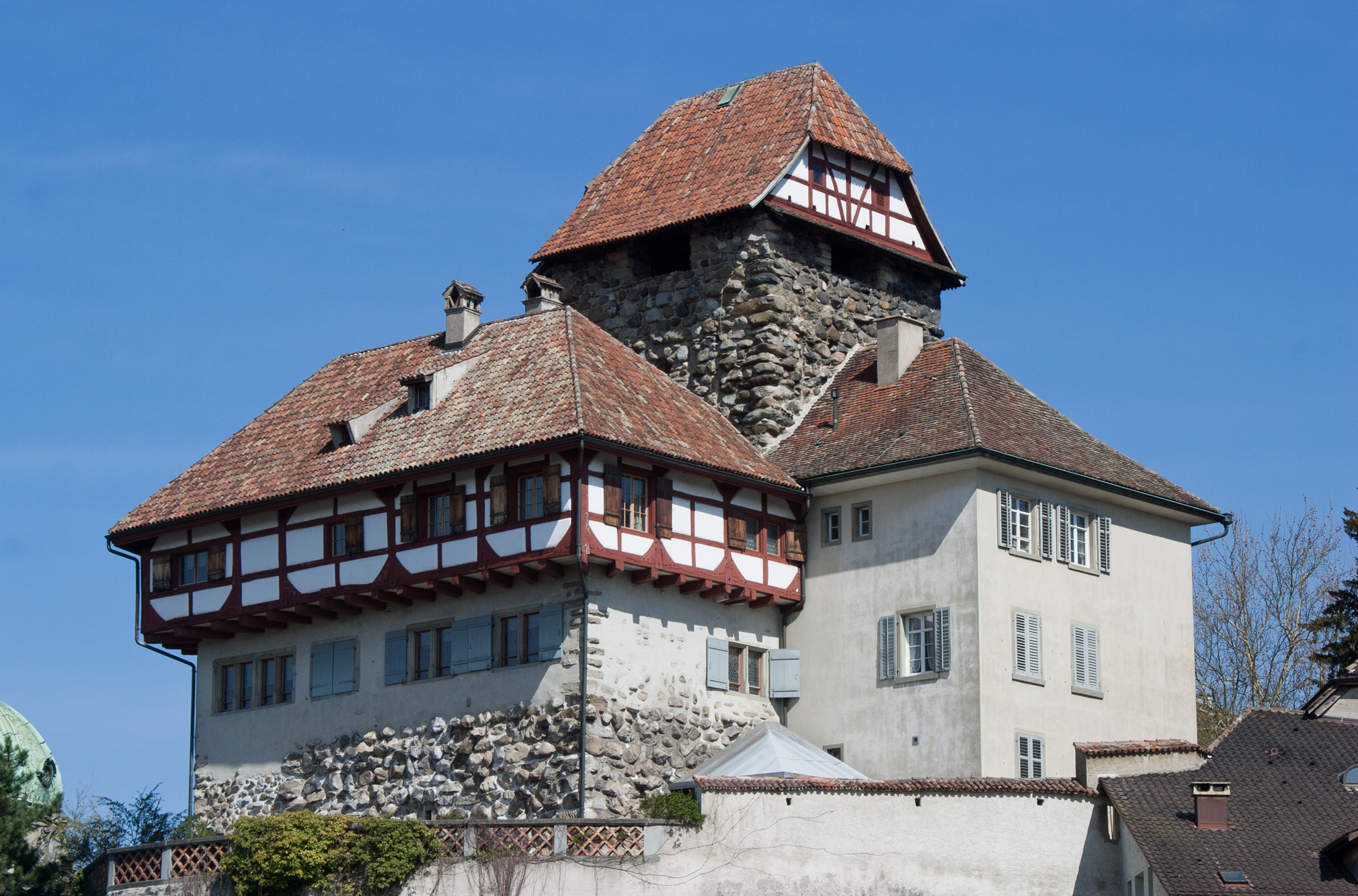
Château de Frauenfeld
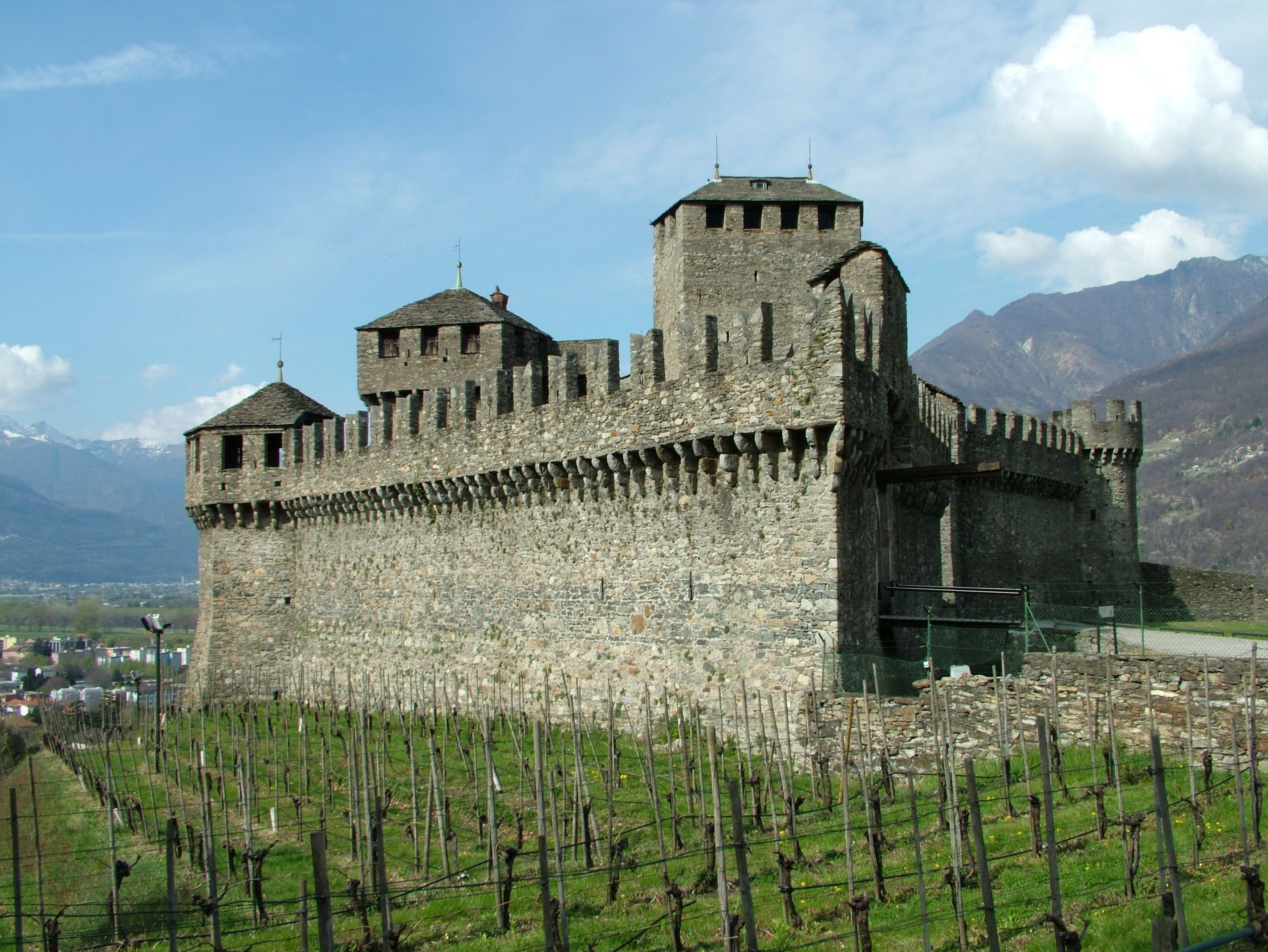
Château de Montebello

## Villes

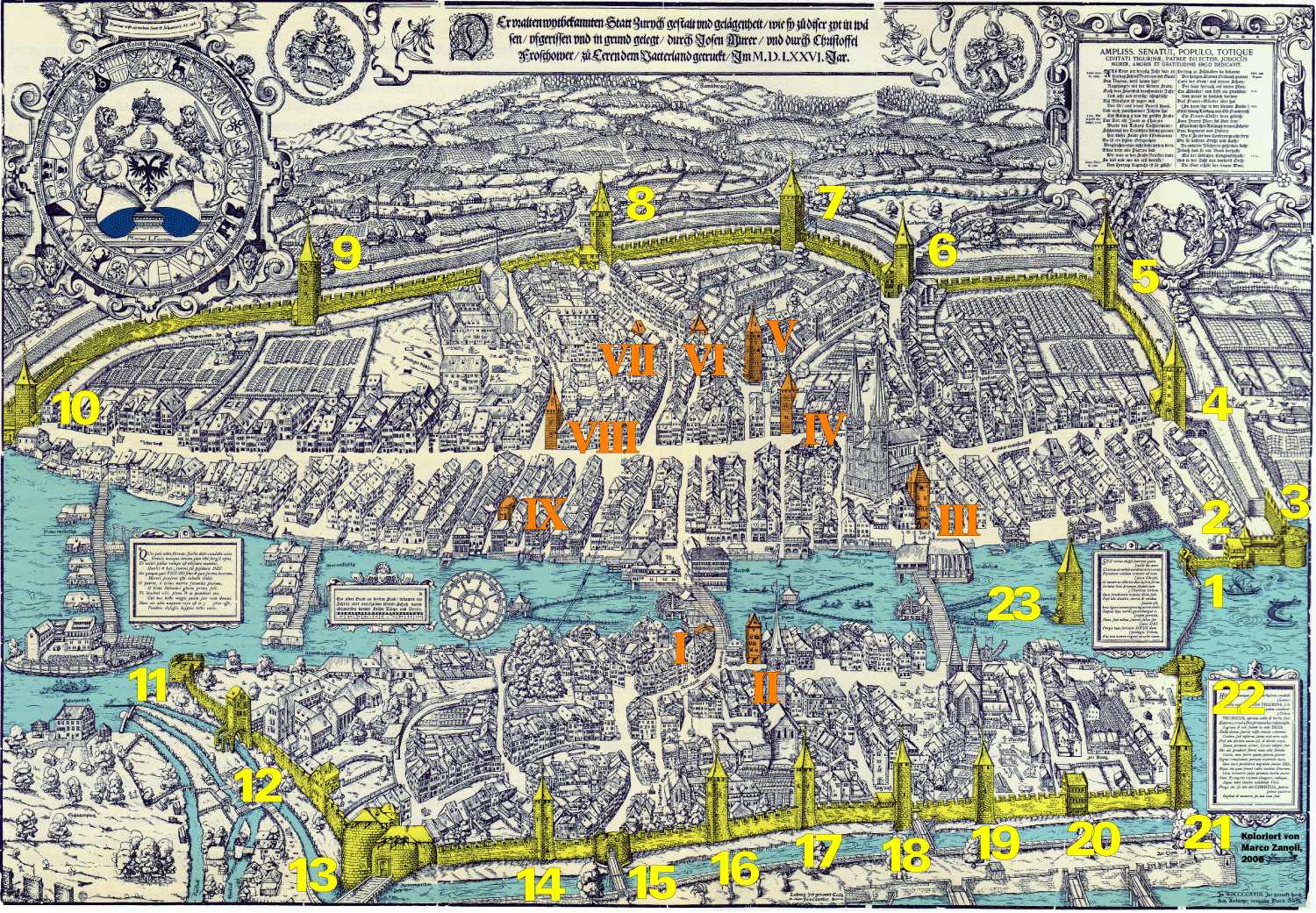
Le plan de Zurich en 1576 par Jos Murer

De nouvelles petites agglomérations urbaines apparaissent après le premier millénaire de l'ère chrétienne. Seuls Soleure et Coire ont continué d'exister au milieu de camps romains, les autres sites romains ayant disparu. Les sièges épiscopaux de Bâle, Constance, Lausanne et Sion ne se sont pas implantés à l'endroit des sites romains mais un peu plus loin et les villes d'Avenches, de Nyon et d'Yverdon-les-Bains bénéficient de leur passé romain avec les anciennes fortifications.
Zurich, Saint-Gall, Payerne et Schaffhouse s'organisant autour des palais royaux et des cloîtres favorisant l'établissement d'artisans et des marchés furent élevés au rang de ville. Le commerce transalpin suivant le Rhin et le  San Bernardino, les agglomérations de Coire (station de douane au Xe siècle), Constance, Stein, Schaffhouse et Bâle ont reçu les privilèges accordés aux villes au XIe siècle.

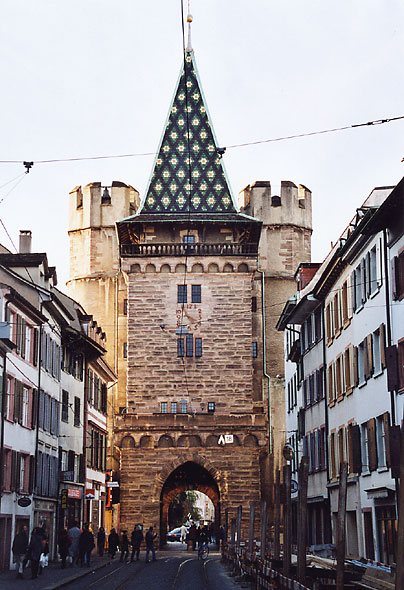
La porte de Spalen à Bâle

Fondées par les grandes familles dynastiques, les villes se multiplient au XIIe siècle. Elles sont situées de préférence aux points de jonction de grandes routes, aux endroits contrôlant les cours d'eau, dans une boucle de rivière ou au bord d'un lac. Aux Zähringen, on doit Rheinfelden (1130), Berthoud, Thoune (1152), Fribourg (1157),  Morat (1170) et Berne (1191). Les Frohburg fondent Liestal, Waldenburg, Olten, Aarburg et Zofingue. Les Kybourg fondent Diessenhofen (1178), Mellingen (1230), Aarau (1240), Lenzburg (1240), Zoug, Frauenfeld et Winterthour. Les Habsbourg fondent Baden, Bremgarten, Brugg et Laufenbourg. Les Savoie fondent Aigle (1231), Morges (1286), Rolle, Romont et Yverdon. Les évêques de Bâle fondent Bienne, Laufon, Porrentruy, Saint-Ursanne et La Neuveville. Les évêques de Constance fondent Bischofszell et Neunkirch. Par la suite les villes tentent d'obtenir l'immédiateté impériale afin de pouvoir disposer d'elles-mêmes.
Les villes sont d'abord entourées de palissades qui sont ensuite remplacées au haut Moyen Âge par des murailles et des fossés.

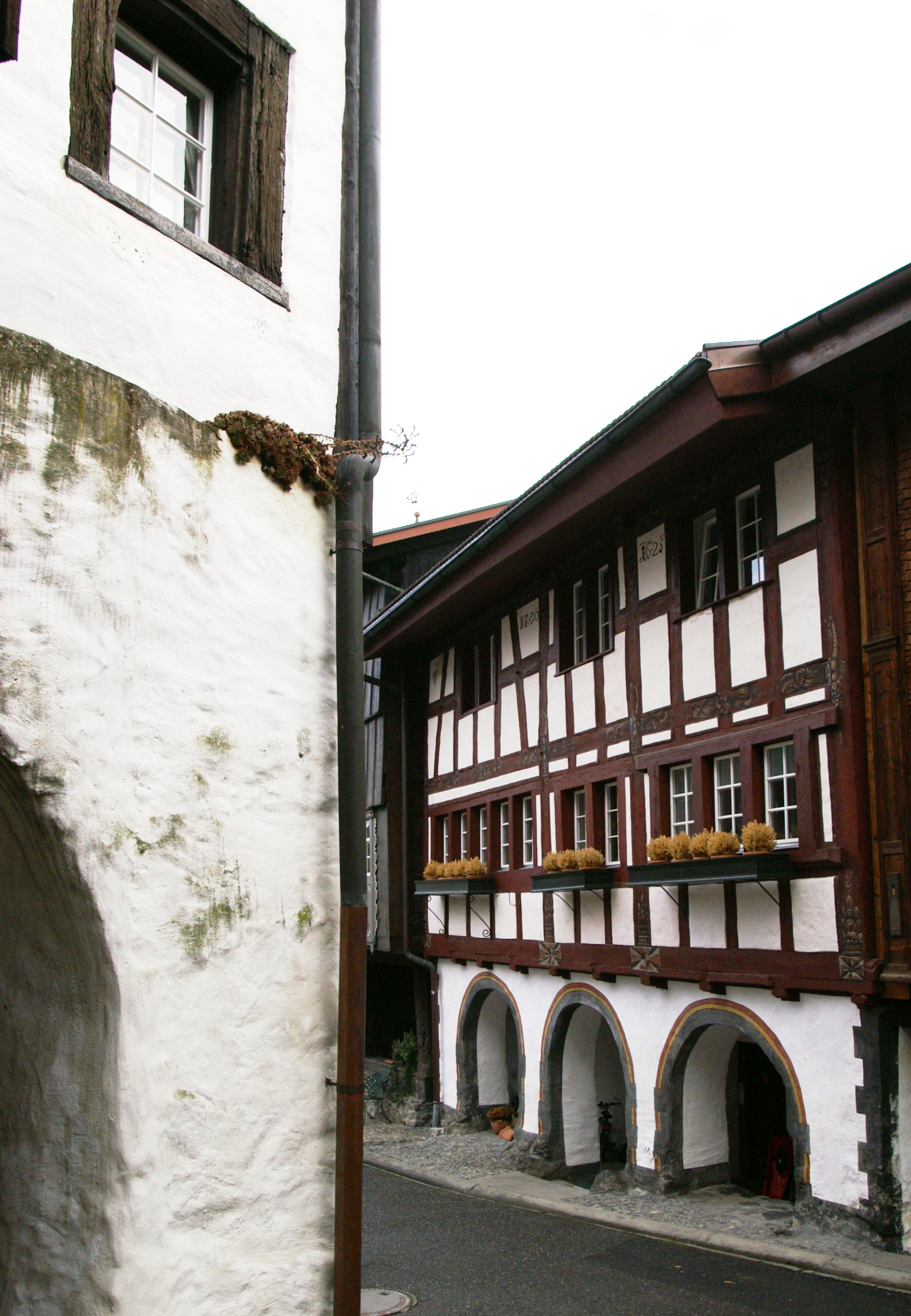
Maison à colombages et arcades à Werdenberg (commune de Grabs)

Jusqu'au XIVe siècle les maisons étaient couramment en bois : en colombages, madriers, en troncs dressés verticalement puis en clayonnage. À partir du Xe siècle apparaissent les maisons et tours d'habitation en pierre. Celles-ci sont réservées à la noblesse locale, aux dignitaires de l'Église ainsi qu'aux riches marchands. Par exemple, le Grimmenturm de la Spiegelgasse à Zurich ou la maison Tavel à Genève ainsi que de nombreuses tours à Schaffhouse et Bâle.
Avec l'augmentation de la population à l'intérieur des enceintes, la place vient à manquer. Les étages supérieurs sont construits en encorbellement, les ateliers et boutiques prennent place devant les maisons. Les arcades apparaissent surtout à Berne, Zurich et en Suisse orientale. Dans ces conditions (constructions en bois et très serrées) les incendies sont fréquents et détruisent presque la ville tout entière. Il y en eut notamment à Lausanne en 1219, Schaffhouse en 1372 et Berne en 1405. À partir de 1280, des décrets sont promulgués afin de réduire les risques d'incendie : obligation de recouvrir les toits de tuiles à Zurich en 1304 et, à la suite d'un incendie en 1311, obligation de reconstruire les rez-de-chaussée en maçonnerie. Mais la construction en bois fut interdite à Zurich seulement en 1372 après un gros incendie puis à Genève en 1387.
La pierre s'imposa aussi à Bâle après le tremblement de terre de 1356, mais on relèvera qu'en Suisse romande et italienne, la continuité de la construction en pierre est attestée depuis l'Antiquité.

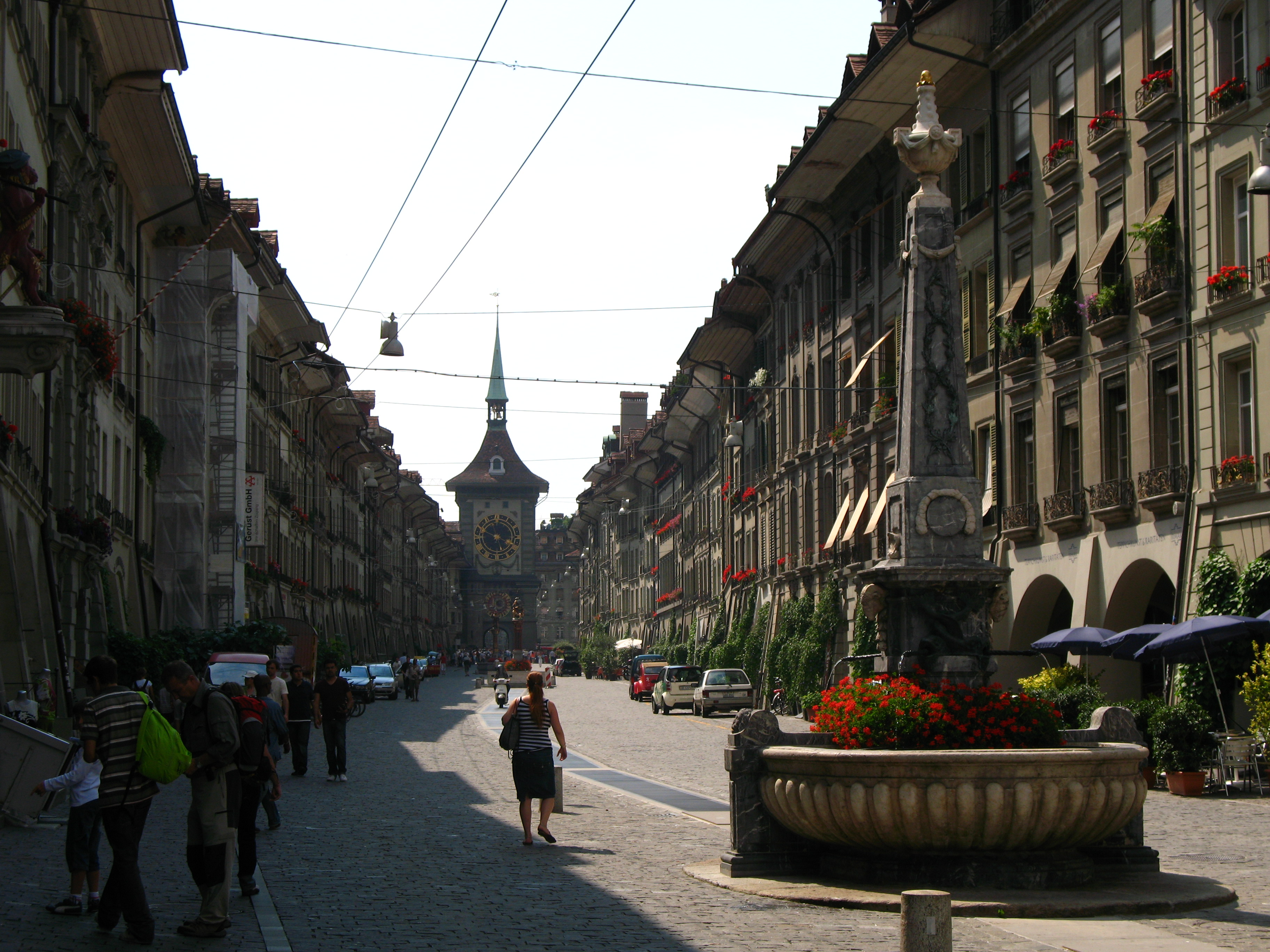
La Kramgasse de Berne avec la Zytglogge et une fontaine au premier plan

À partir du XVe siècle il y a peu de nouvelles villes. On en dénombre environ 200 dont la plus importante est Bâle avec 15 000 habitants. Les villes grandissantes, de nouvelles murailles comme à Berne et à Bâle (voir article Muraille de Bâle), englobent les faubourgs si bien que des portes et anciennes murailles sont désormais au cœur des villes, comme la Zeitturm de Zoug ou la Zytglogge de Berne. Les villes situées aux extrémités de lacs (Genève, Lucerne) renforcent leurs défenses côté lac. La Wasserturm et le Kapellbrücke à Lucerne en sont des exemples.
Avec la densification du tissu urbain, la distinction entre l'espace privé et l'espace public est de plus en plus difficile et les villes doivent faire face à des problèmes d'hygiène (manque d'égouts, maladies, rats et différentes sortes d'animaux errants). On construit de plus en plus en hauteur, on aménage des places et les grandes rues sont élargies. L'approvisionnement en eau est amélioré en aménageant des fontaines publiques qui servaient également pour la lessive. Les premières fontaines sont en bois puis en pierre. Berne en possède de nombreuses, par exemple la fontaine du Marché date du XIVe siècle. À Bâle, la fontaine de Saint-Urbain est de 1448 et à Fribourg la fontaine de la Samaritaine est de 1552. Les rues pavées sont rares, Bâle est la première ville à revêtir ses rues de pavés à partir de 1387.

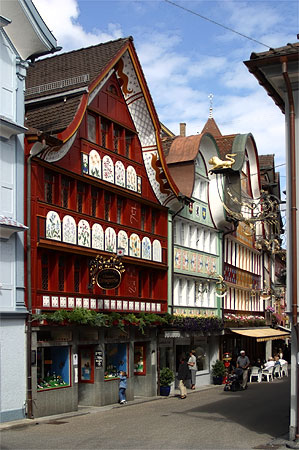
Rue centrale d'Appenzell
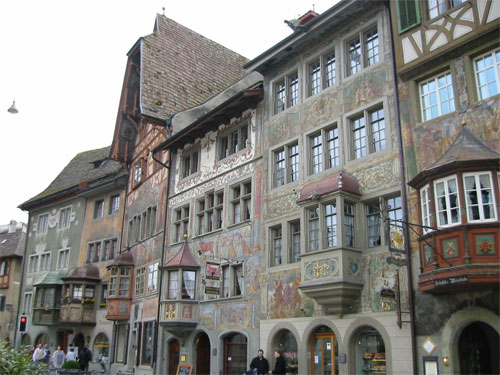
Stein am Rhein
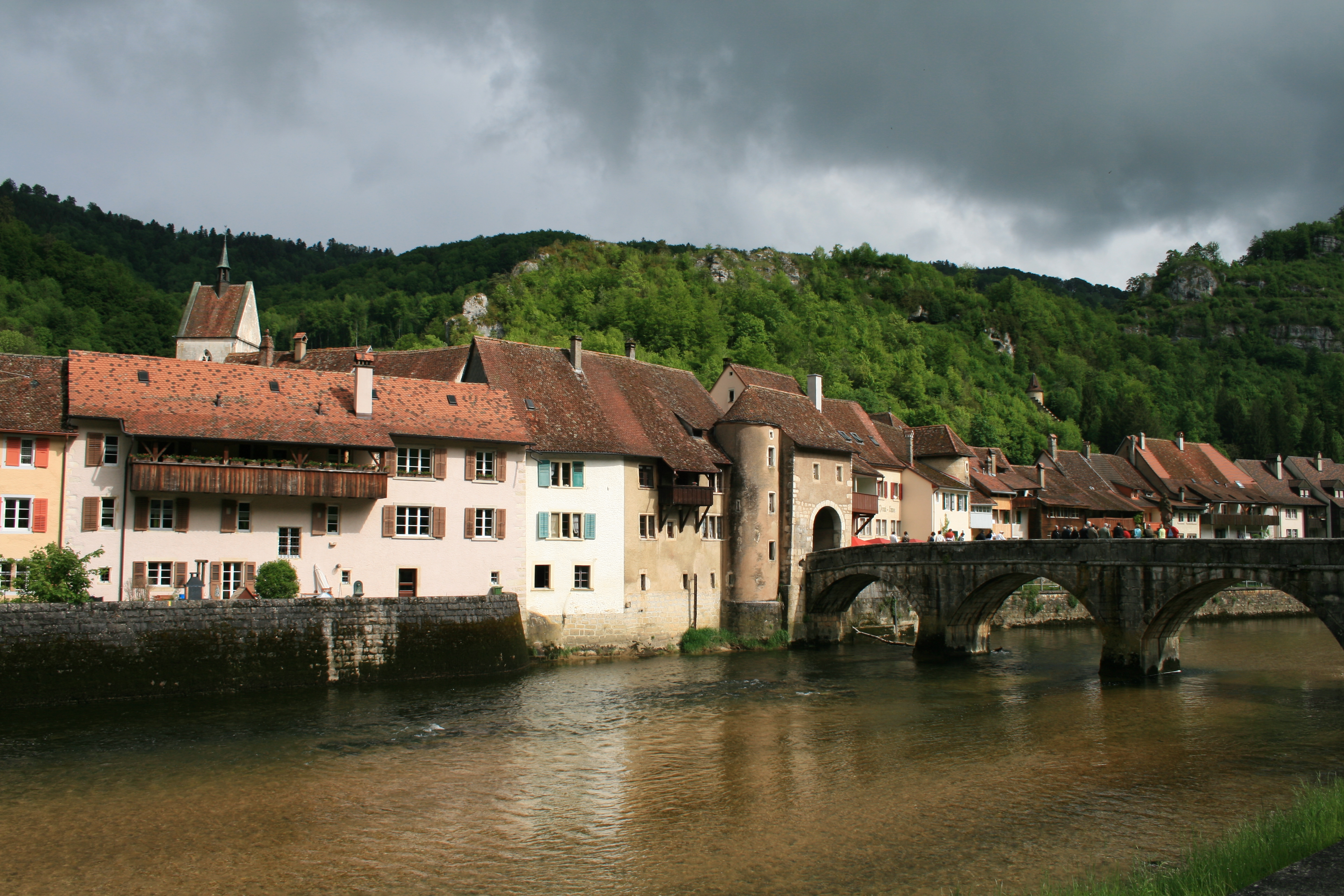
Saint-Ursanne
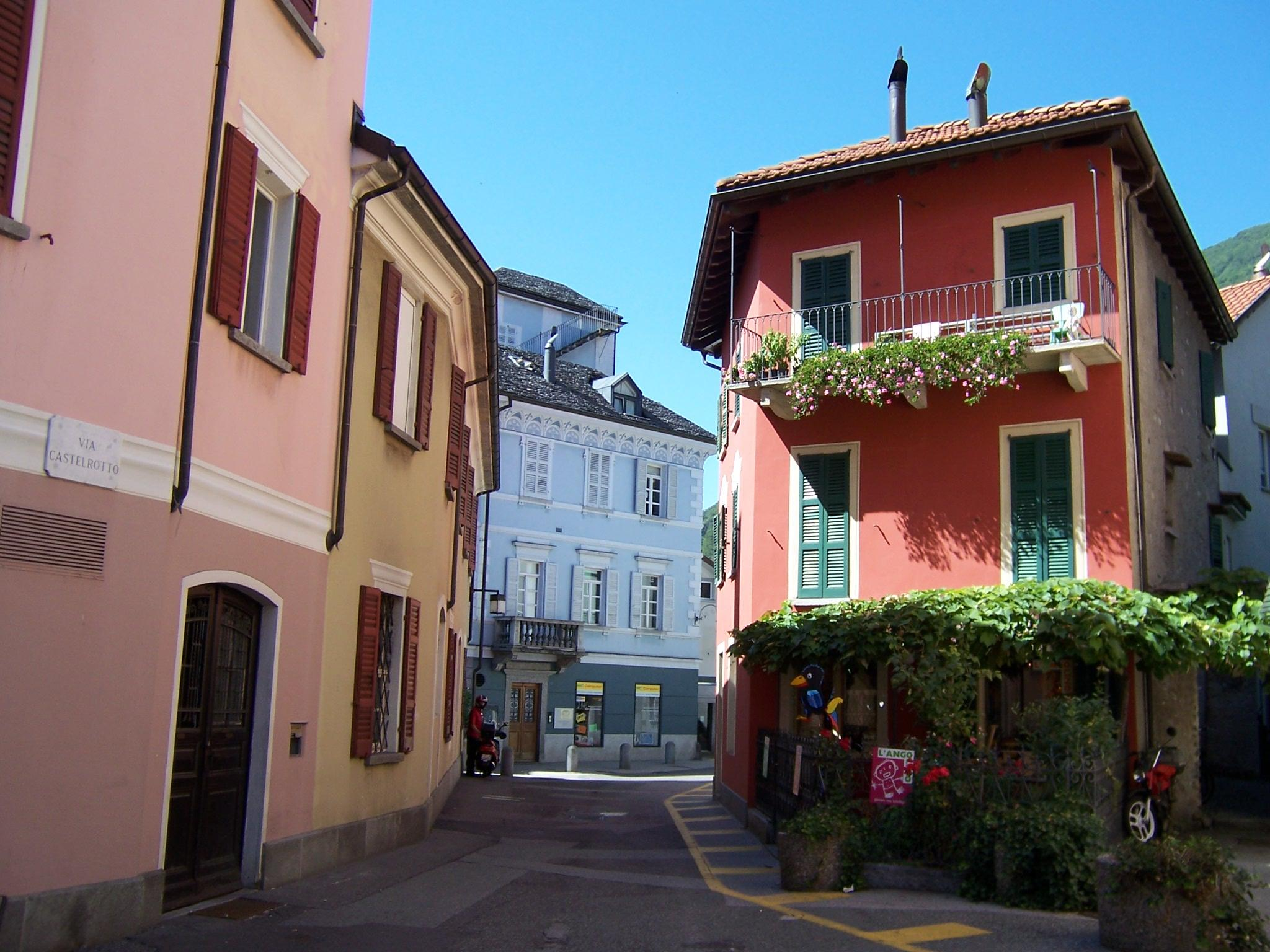
Vieille ville de Locarno

## Maisons bourgeoises et patriciennes

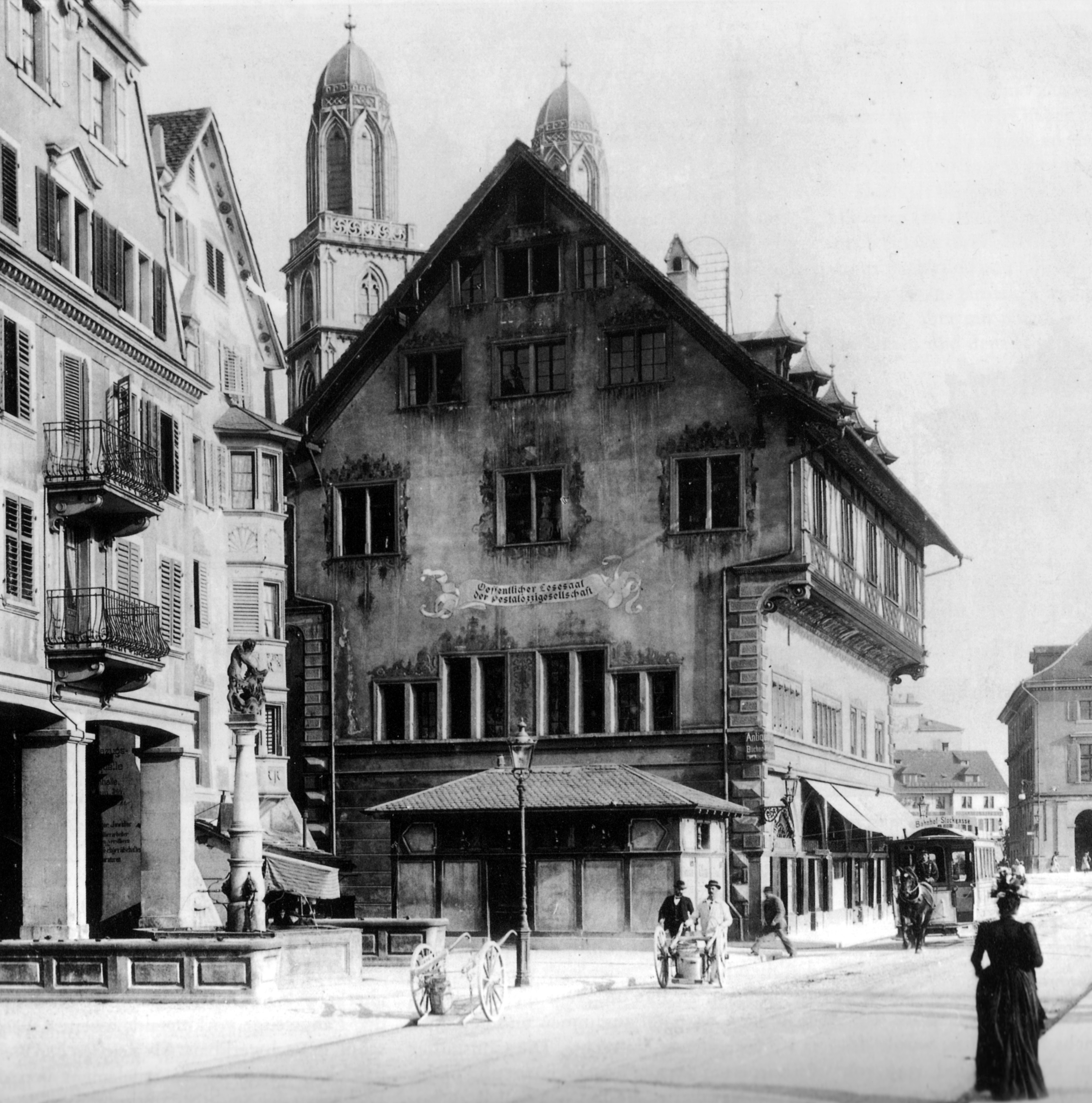
La maison zum Rüden à Zurich, en 1898.

Les maisons profanes de style gothique apparaissent au XIVe siècle. Auparavant seuls les monuments de l'église étaient stylées.
Alors qu'en Suisse alémanique les murs sont en moellons revêtus d'un enduit, souvent et surtout au nord-est de la Suisse, avec les étages en colombages et des oriels, en Suisse romande on utilise de préférence la pierre de taille avec des corniches entre les étages.

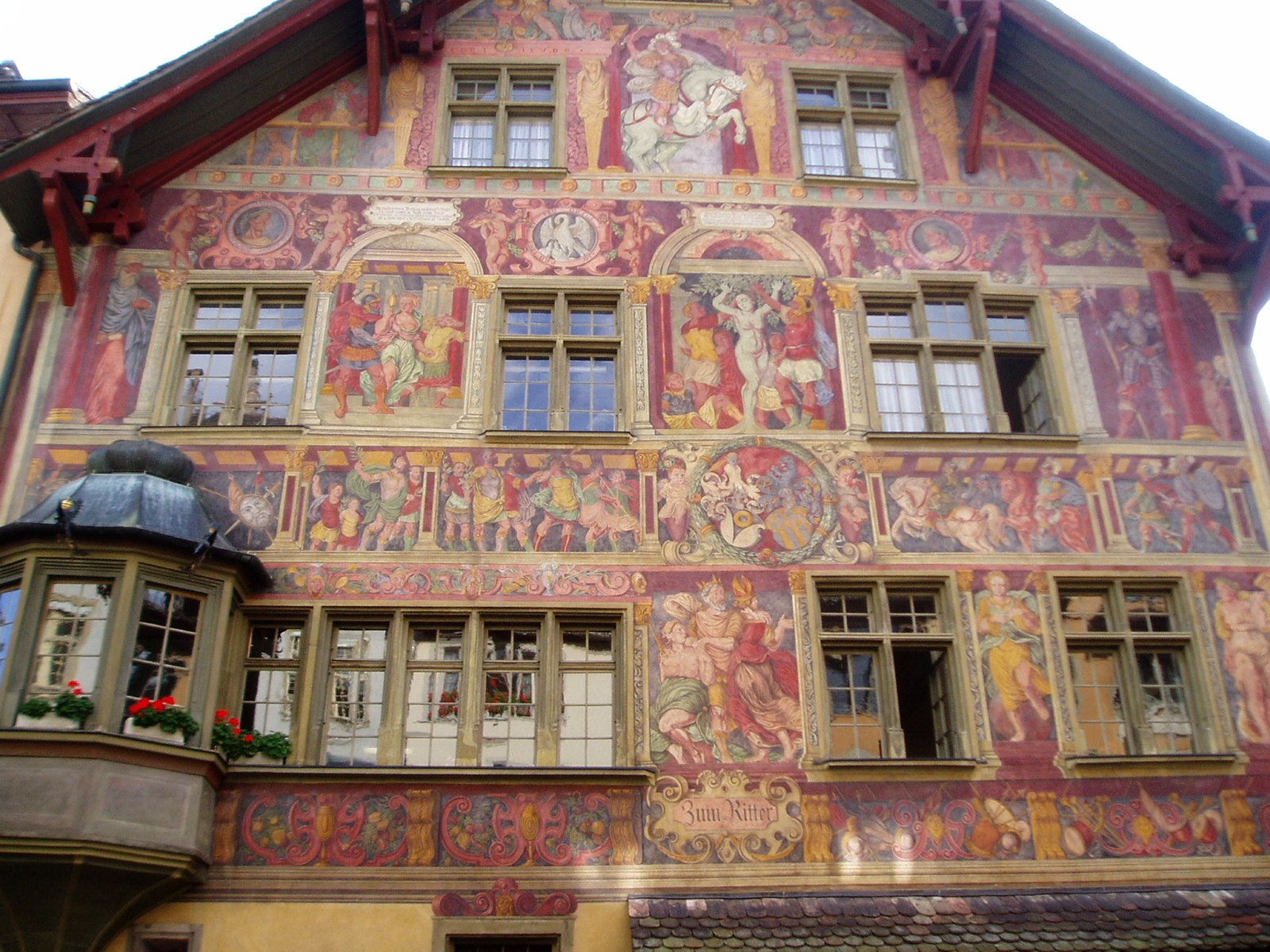
La Haus zum Ritter à Schaffhouse.

La maison bourgeoise urbaine type consiste en un corps de bâtiment en pierre de trois ou quatre étages s'élevant sur une parcelle étroite et profonde (chesal). Le rez-de-chaussée est dévolu à une fonction professionnelle (ateliers, vente, stockage, comptoir) et les étages au logement (salon, cuisine, chambres à coucher). Les provisions se trouvent dans les galetas. À l'époque du gothique tardif, XVe siècle, les fenêtres sont désormais garnies de vitres et deviennent des éléments de faste (fenêtres accolées à remplages, par exemple à Fribourg).
La noblesse, les patricien-négociants et le haut clergé vivent dans les quartiers distingués : Junkerngasse et Herrengasse à Berne, Adelberg (Nadelberg), Rittergasse et Münsterplatz à Bâle notamment.
Quelques maisons représentatives : la Haus zum Rüden (1348) à Zurich, le Bischofshof (1450) avec une chapelle privée, le Domhof et l'Engelhof (1477) à Bâle, le Sässhaus de Bartlome May (1515) à Berne (Kesslerstrasse), la Haus zum Ritter à Schaffhouse, le Stüssihof zum Königsstuhl (1425), l'hôtel Ratzé (1583-1586) à Fribourg et la maison Serodine (1620) à Ascona.

## Hôtels de ville gothiques

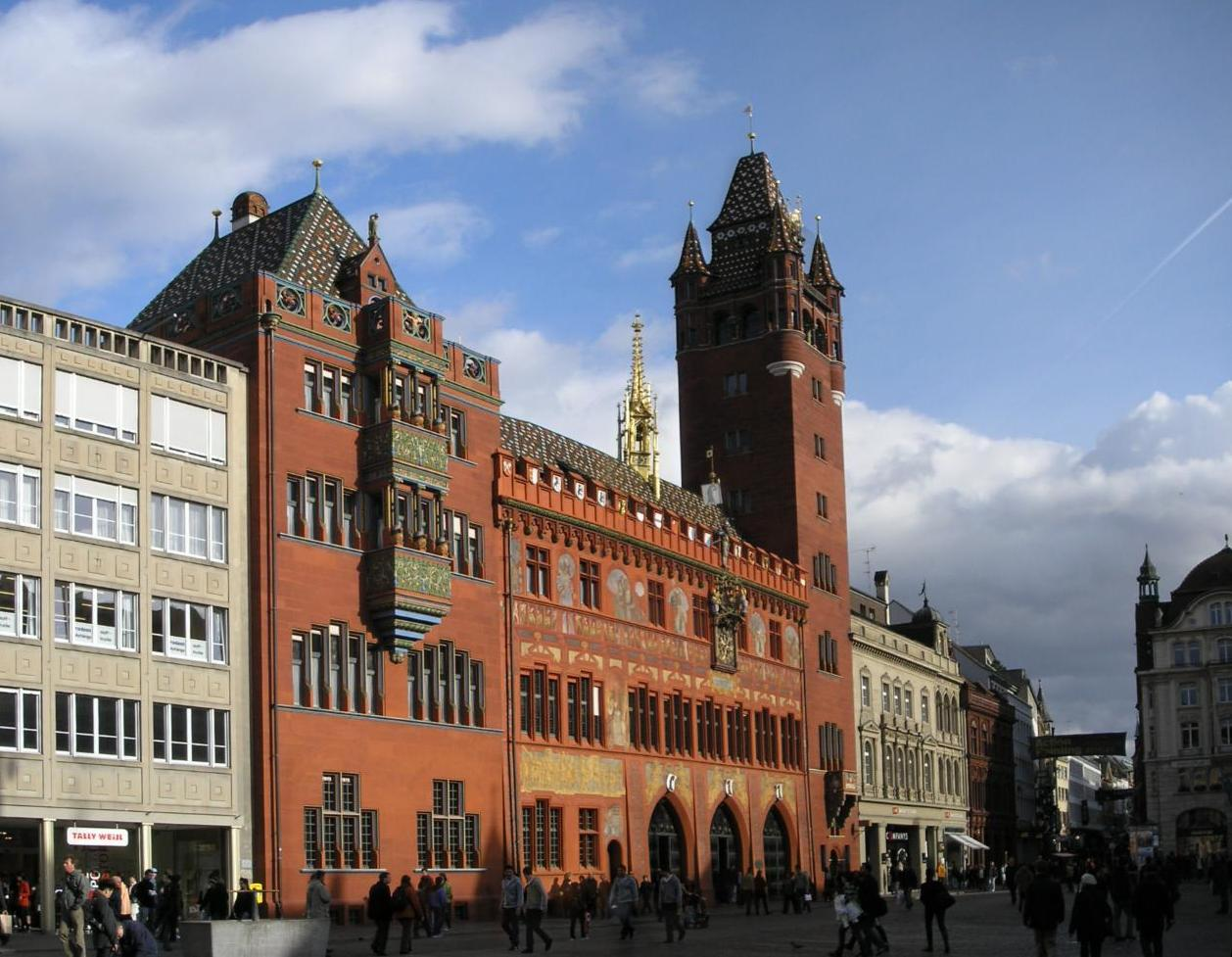
L'hôtel de ville de Bâle.

Le plus ancien hôtel de ville est celui de Berne (1406). Celui de Fribourg est érigé en 1501 – 1502, par Hans Felder. Il comporte un énorme toit en croupe, une tour circulaire devenant octogonale, 5 clochetons et un perron couvert à double rampe.
L'hôtel de ville de Bâle (1504 – 1514) comporte trois parties bâties successivement, la partie centrale originelle comporte trois arcades menant à la cour intérieure dont une des façades est ornée d'une horloge. Ses façades de couleur rouge sont caractéristiques. La salle du Conseil d'État est décorée de boiseries et vitraux. Hans Holbein avait réalisé une peinture murale (aujourd'hui disparue).
L'hôtel de ville de Sursee (1539 – 1545) a son pignon découpé en gradins et une tour saillante avec un lanternon.
Les salles de conseils sont fortement décorées : parois et plafonds sculptés comme à Aarau, Bâle et Zoug, des vitraux comme à Baden et Bâle ou des peintures murales comme à Bâle et Genève.